# Michael Reiziger
Michael John Reiziger (født 3. maj 1973 i Amstelveen, Holland) er en tidligere hollandsk fodboldspiller og nuværende træner, der spillede som forsvarsspiller hos adskillige europæiske klubber, samt for Hollands landshold. Af hans klubber kan blandt andet nævnes AFC Ajax og PSV Eindhoven i hjemlandet, spanske FC Barcelona samt Middlesbrough i England.
Siden sommeren 2017 har han været cheftræner for Jong Ajax.

## Landshold
Reiziger spillede over en periode på elleve år, mellem 1994 og 2004, 72 kampe for Hollands landshold, hvori han scorede ét mål. Han var en del af den hollandske trup til EM i 1996, VM i 1998, EM i 2000 samt EM i 2004.